# KSK Heist
Koninklijke Sportkring Heist w skrócie KSK Heist – belgijski klub piłkarski, grający w trzeciej lidze belgijskiej, mający siedzibę w mieście Heist-op-den-Berg.

## Historia
Klub został założony w 1940 roku. W swojej historii klub spędził 6 sezonów w drugiej lidze belgijskiej i grał w niej w latach 2010-2016. W trzeciej lidze spędził 13 sezonów i występuje w niej również w sezonie 2021/2022. Do 1995 roku klub nosił nazwie FC Heist Sportief.

## Stadion
Domowe mecze klub rozgrywa na stadionie o nazwie Gemeentelijk Sportcentrum, położonym w mieście Heist-op-den-Berg. Stadion może pomieścić 7000 widzów.

## Sukcesy
- III liga:
  - mistrzostwo (1): 2010

## Reprezentanci kraju grający w klubie
Stan na listopad 2021
| - Chris Janssens - Iwan Jagan - Jaime Ruiz | - Tadeusz Błachno - Tibor Balog |